# Johann Peter Süssmilch

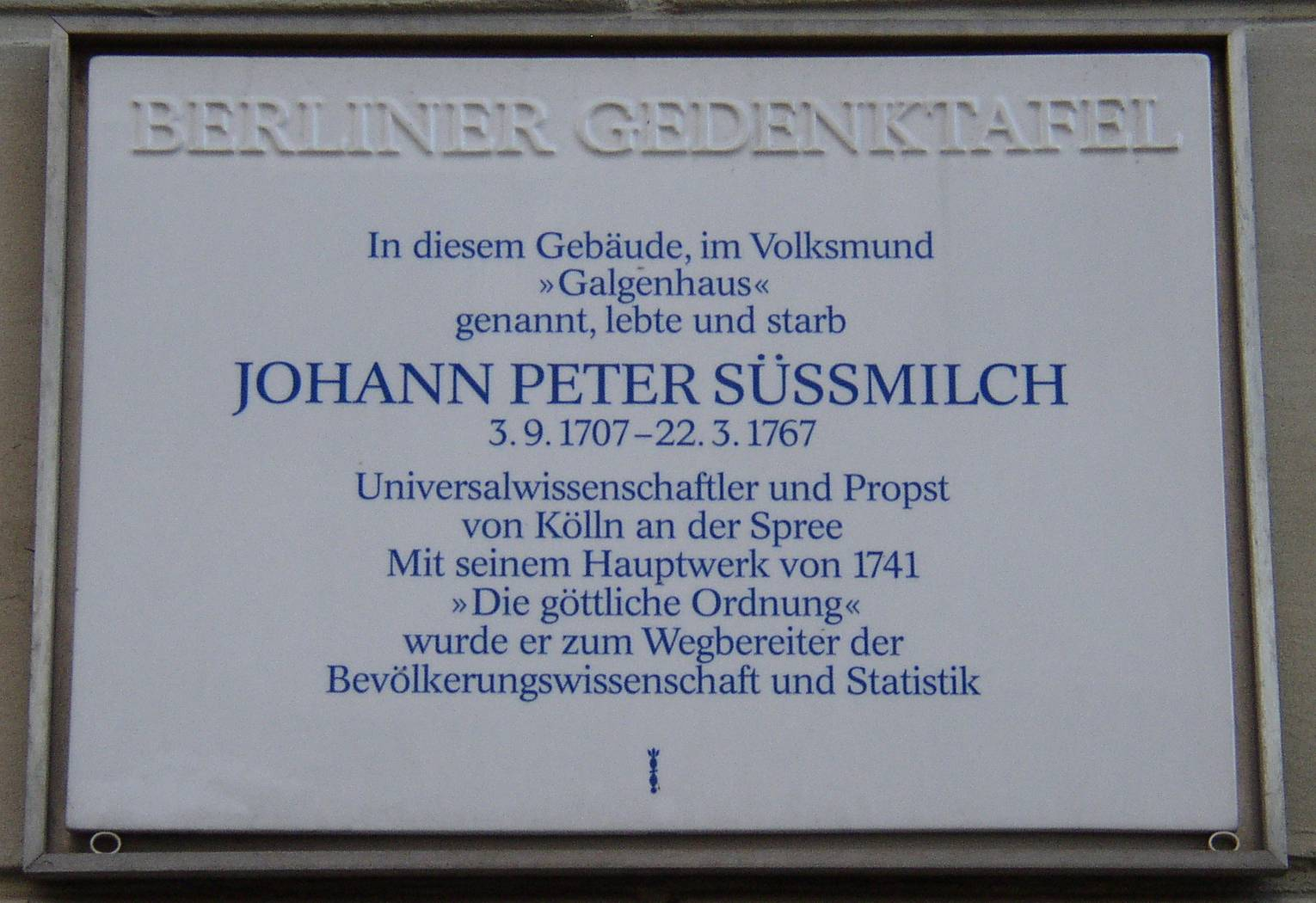
Minnesmärke på Brüderstrasse 10 i Mitte i centrala Berlin.

Johann Peter Süssmilch, född 3 september 1707 i Zehlendorf, död 22 mars 1767 i Berlin, var en tysk statistiker och demograf.
Han var militärpräst hos Fredrik den store av Preussen och propagandist för en större befolkning. I Die göttliche Ordnung (1741) betonar han särskilt förbättringar i jordbruket, nyodlingar och utdikningar för att få mer land som de viktigaste medlen för att öka befolkningen. Det skulle gynna fursten.
Han hade kontakter med Gotthold Ephraim Lessing och Immanuel Kant.